# 唐曉晴

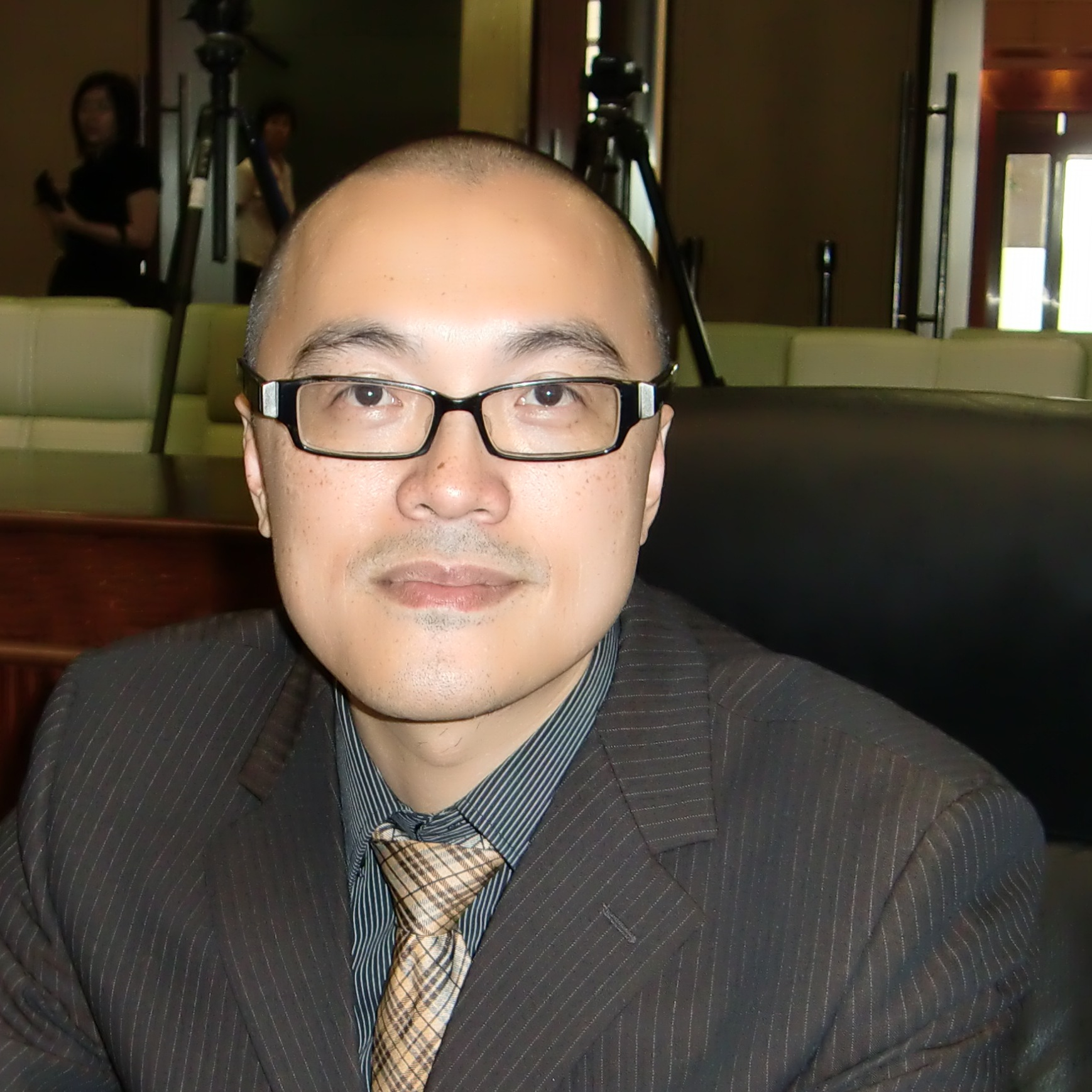
唐曉晴

唐曉晴（葡萄牙語：Tong Io Cheng），男，澳門立法會第四屆及第五屆官委議員，澳門大學法學院教授，中國社會科學院博士，中山大學碩士及澳門大學學士。

## 事件及主張
官委議員唐曉晴及黃顯輝在立法會議程前作出聯合發言，質疑審計署公佈的審計報告《「機動車輛估價委員會」的運作與管理》，並無法律依據，不合遵守合法性原則；並未遵守公職人員通則中程序機密的規定，同時沒有體現無罪推定原則。
審計長蔡美莉回應官委議員唐曉晴及黃顯輝較早前的批評，指對審計工作帶來相當嚴重傷害，並含誤導成份。
對2012年澳門政制發展的立場，唐曉晴運用類似中國國情論的論述，認為澳門政制法發不應盲從別人，故支持政府版本的諮詢文件。
唐曉晴在修改行政長官選舉法案和立法會選舉法案中投贊成票，並在表決聲明中指出法案是澳門民主發展的一大步和具有民意基礎。

## 外部参考
- 澳門大學（页面存档备份，存于）